# Busan Open Challenger 2009
Il Busan Open Challenger Tennis 2009 è stato un torneo professionistico di tennis maschile giocato sul cemento, che faceva parte dell'ATP Challenger Tour 2009. Si è giocato a Pusan in Corea del Sud dall'11 al 17 maggio 2009.

## Partecipanti

### Teste di serie
| Nazionalità   | Giocatore         | Ranking* | Testa di serie |
| ------------- | ----------------- | -------- | -------------- |
| Giappone      | Gō Soeda          | 132      | 1              |
| Thailandia    | Danai Udomchoke   | 144      | 2              |
| Germania      | Florian Mayer     | 214      | 3              |
| Corea del Sud | Im Kyu Tae        | 219      | 4              |
| Danimarca     | Kristian Pless    | 230      | 5              |
| Svizzera      | Marco Chiudinelli | 243      | 6              |
| Australia     | Samuel Groth      | 252      | 7              |
| Slovenia      | Blaž Kavčič       | 267      | 8              |

- Ranking al 5 maggio 2009.

### Altri partecipanti
Giocatori che hanno ricevuto una wild card:
- An Jae-Sung
- Lim Yong-Kyu
- Jeong Suk Young
- Seo Yong Bum

Giocatori passati dalle qualificazioni:
- Cho Soong-Jae
- Kim Sun-Yong Jr.
- Hiroki Kondo
- Gouichi Motomura

## Campioni

### Singolare
Danai Udomchoke ha battuto in finale  Blaž Kavčič, 6–2, 62.

### Doppio
Sanchai Ratiwatana /  Sonchat Ratiwatana hanno battuto in finale  Tasuku Iwami /  Toshihide Matsui, 6–4, 6–2.